# Psalm 21
Der 21. Psalm (nach griechischer Zählung der 20.) ist ein Psalm Davids in der Bibel. Er ist der Gattung der Königspsalmen zugehörig.

## Datierung
Die älteren Psalmenausleger Hermann Gunkel, Artur Weiser und Hans-Joachim Kraus ordnen den gesamten Psalm der vorexilischen Zeit zu. Seinen Sitz im Leben habe er im Rahmen einer Feier des königlichen Hofes im Heiligtum.
Nach Oswald Loretz und anderen ist der erste Teil der Psalm (Vers 2–7) der vorexilischen Zeit zuzuweisen, während der zweite Teil (Vers 8–14) eine spätere Ergänzung und nachträglicher Kommentar zum ersten Teil ist. Diese Ergänzung stamme aus nachexilischer Zeit.
Eine dritte Möglichkeit sieht vor, die Abschnitte 2–7 und 9–13 als vorexilisch zu betrachten und Vers 8 und 14 als Fortschreibungen zum Zweck der Anpassung des Psalms an eine spätere Situation.

## Struktur
In der Forschung ist allgemein die Zweiteilung den Psalms akzeptiert. Dabei gibt es folgende verschiedene Varianten:

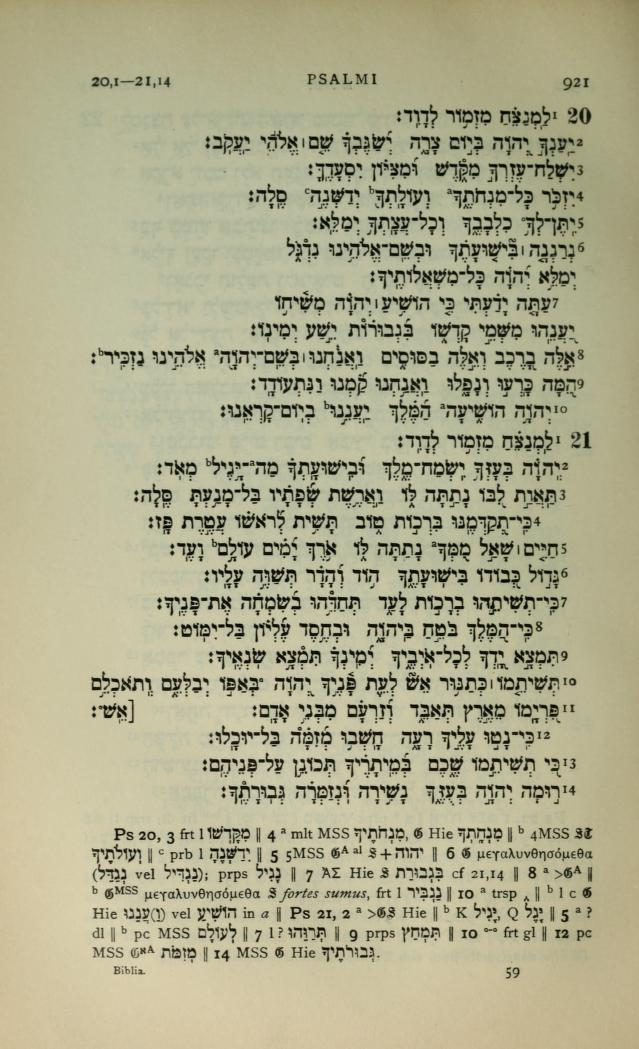
Die Psalmen 20 und 21 in der Biblia Hebraica (1909)

| Urheber            | 2                                               | 3                                               | 4                                               | 5                                               | 6                                               | 7                                               | 8                            | 9                                        | 10                                       | 11                                       | 12                                       | 13                                       | 14                       |
| ------------------ | ----------------------------------------------- | ----------------------------------------------- | ----------------------------------------------- | ----------------------------------------------- | ----------------------------------------------- | ----------------------------------------------- | ---------------------------- | ---------------------------------------- | ---------------------------------------- | ---------------------------------------- | ---------------------------------------- | ---------------------------------------- | ------------------------ |
| Hermann Gunkel     | Freude über göttlichen Segen                    | Freude über göttlichen Segen                    | Freude über göttlichen Segen                    | Freude über göttlichen Segen                    | Freude über göttlichen Segen                    | Freude über göttlichen Segen                    | Freude über göttlichen Segen | Siegeswunsch über Feinde                 | Siegeswunsch über Feinde                 | Siegeswunsch über Feinde                 | Siegeswunsch über Feinde                 | Siegeswunsch über Feinde                 | Siegeswunsch über Feinde |
| Artur Weiser       | Priestergebet an den gegenwärtig gedachten Gott | Priestergebet an den gegenwärtig gedachten Gott | Priestergebet an den gegenwärtig gedachten Gott | Priestergebet an den gegenwärtig gedachten Gott | Priestergebet an den gegenwärtig gedachten Gott | Priestergebet an den gegenwärtig gedachten Gott | Gemeinde- bekenntnis         | Vertrauensgebet des Priesters            | Vertrauensgebet des Priesters            | Vertrauensgebet des Priesters            | Vertrauensgebet des Priesters            | Vertrauensgebet des Priesters            | Gemeinderesponsion       |
| Hans-Joachim Kraus | Danklied in Bezug auf das Königsheil            | Danklied in Bezug auf das Königsheil            | Danklied in Bezug auf das Königsheil            | Danklied in Bezug auf das Königsheil            | Danklied in Bezug auf das Königsheil            | Danklied in Bezug auf das Königsheil            |                              | Prophetische Heilszusage an den Regenten | Prophetische Heilszusage an den Regenten | Prophetische Heilszusage an den Regenten | Prophetische Heilszusage an den Regenten | Prophetische Heilszusage an den Regenten | Bittgebet mit Lobgelübde |

### Das Danklied (Vers 2–7)
Das Danklied kann in die vorexilische Zeit eingeordnet werden. Darin wird vor allem die Nähe zwischen dem König und JHWH hervorgestellt: Er ist Hilfe und Macht für den König (Vers 2), erfüllt dem König seine Bitten (Vers 3), segnet und krönt ihn (Vers 4). Auch die Stellung des Königs als Vertreter Gottes wird genannt (Vers 6).
Obwohl der König durch diese Segnung JHWHs über alles Weltliche hinausgeht, ist er dennoch nicht göttlich. Das Ziel der dargestellten Nähe zwischen Gott und König dient der Legitimation dessen Regentschaft.

### Die Wünsche für den König (Vers 9–13)
Dieser Abschnitt ist an den König gerichtet und enthält eine spätere Einfügung mit Bezug auf JHWH (Vers 10). Der Abschnitt behandelt nicht wie der erste die Nähe zwischen Gott und dem König, sondern die Feinde des Königs.